# Żuków (obwód tarnopolski)
Żuków – wieś na Ukrainie w rejonie tarnopolskim należącym do obwodu tarnopolskiego.

## Historia
16 sierpnia 1375 książę Władysław Opolczyk nadał braciom Jaśkowi, Cewlejkowi i Jakuszowi z Łabęd (koło Gliwic, przedstawicielom rodu Awdańców, wsi Duszanów, Buszcze i Żuków w ziemi lwowskiej.
W II Rzeczypospolitej miejscowość w powiecie brzeżańskim województwa tarnopolskiego.
We wrześniu 1939 r. nacjonaliści ukraińscy dokonali napadu na pociąg wojskowy. Atakowali i mordowali też żołnierzy Wojska Polskiego i cywilnych uciekinierów, udających się do Rumunii. W latach 1939–1945 członkowie OUN-UPA zamordowali we wsi 16 Polaków.
Do 2020 w rejonie brzeżańskim.